# Synema tibiale
Synema tibiale là một loài nhện trong họ Thomisidae.
Loài này thuộc chi Synema. Synema tibiale được Maria Dahl miêu tả năm 1907.